# Luftfahrt in Osttimor
Die Geschichte der Luftfahrt in Osttimor beginnt im 20. Jahrhundert mit dem Besuch von Luftfahrtpionieren in ihrem Bestreben nach Streckenrekorden. Im Zweiten Weltkrieg und in der Zeit der indonesischen Besatzung kamen Luftstreitkräfte zum Einsatz. Nach dem Zweiten Weltkrieg lebte der zivile Luftverkehr auf, der auch heute noch in Osttimor sowohl national die Landesteile miteinander verbindet, als auch international, als einer der wichtigsten Wege von der Außenwelt in den Inselstaat.

## Geschichte

### Pionierflieger in Westen, Liniendienst im Osten

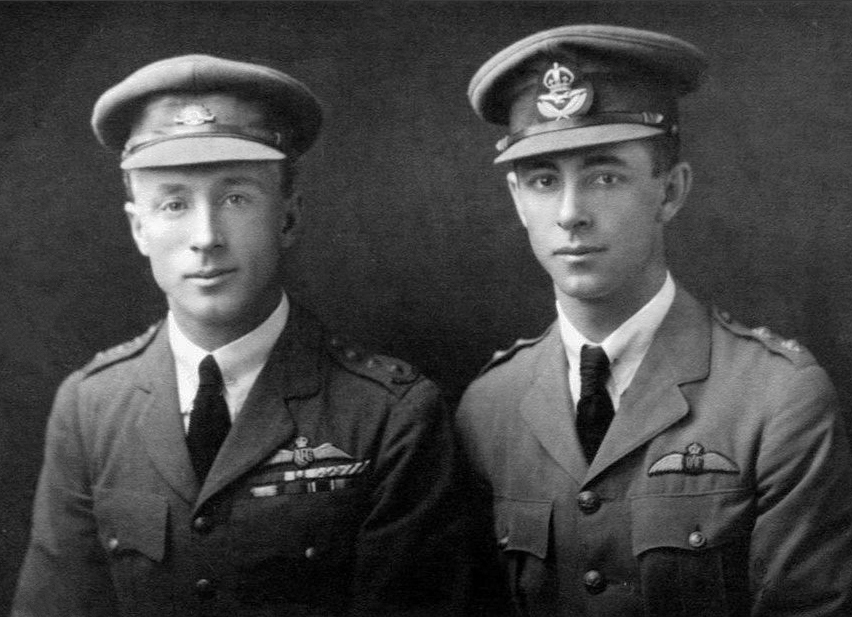
Ross (l.) und Keith Smith (1921)

Als erstes Flugzeug landete am 9. Dezember 1919 eine Vickers Vimy auf Timor, geflogen von den australischen Brüdern Ross und Keith Smith. Allerdings landeten sie in Atambua, im damals niederländischen Westteil der Insel (heute Indonesien). Sie waren Teil eines Wettrennens von London nach Darwin (Australien). Den Smith-Brüdern gelang das Ziel, die Strecke in weniger als 30 Tagen zurückzulegen. Sie brauchten 27 Tage. Von den teilnehmenden sechs Flugzeugen erreichte nur eine weitere Maschine Australien. Auch das Flugzeug von Raymond Parer und John McIntosh wählte Atambua als Zwischenstopp. Weitere Piloten folgten dieser Route, darunter Bert Hinkler (1928), Amy Johnson (1929) und Charles Kingsford Smith (1930). Da Johnson das Kerosin ausging, musste sie auf einer Wiese landen, wo Timoresen mit Messern in Händen und Zähnen auf Pferden auf sie zugestürmt kamen. Sie erwiesen sich aber als sehr freundlich und brachten Johnson zu einer Jesuitenmission, wo auch bald die niederländischen Offiziellen erschienen. Am nächsten Tag flog sie weiter nach Darwin.
Anfang 1930 entschied die Zivilluftfahrtbehörde des Commonwealth einen regelmäßigen Postdienst einzurichten. In Kupang, der niederländischen Hauptstadt Westtimors, entstand ein Flugplatz, den der Pilot Oscar Garden im November 1930 als Erster nutzte. Von April bis Mai 1933 untersuchte der Australier David Ross zusammen mit dem Ingenieur Des Gradiner mit einer de Havilland DH.60 Moth Strecken für eine neue Flugverbindung der Qantas Empire Airways von Darwin nach Singapur für die weiterführende Verbindung nach London. Der erste Versuchsflug von Karatschi nach Darwin stürzte aber im April 1934 am Flugplatz von Kupang ab. Erfolgreich flogen von Kupang nach Darwin Freda Thompson (1934) und Amelia Earhart (1937).

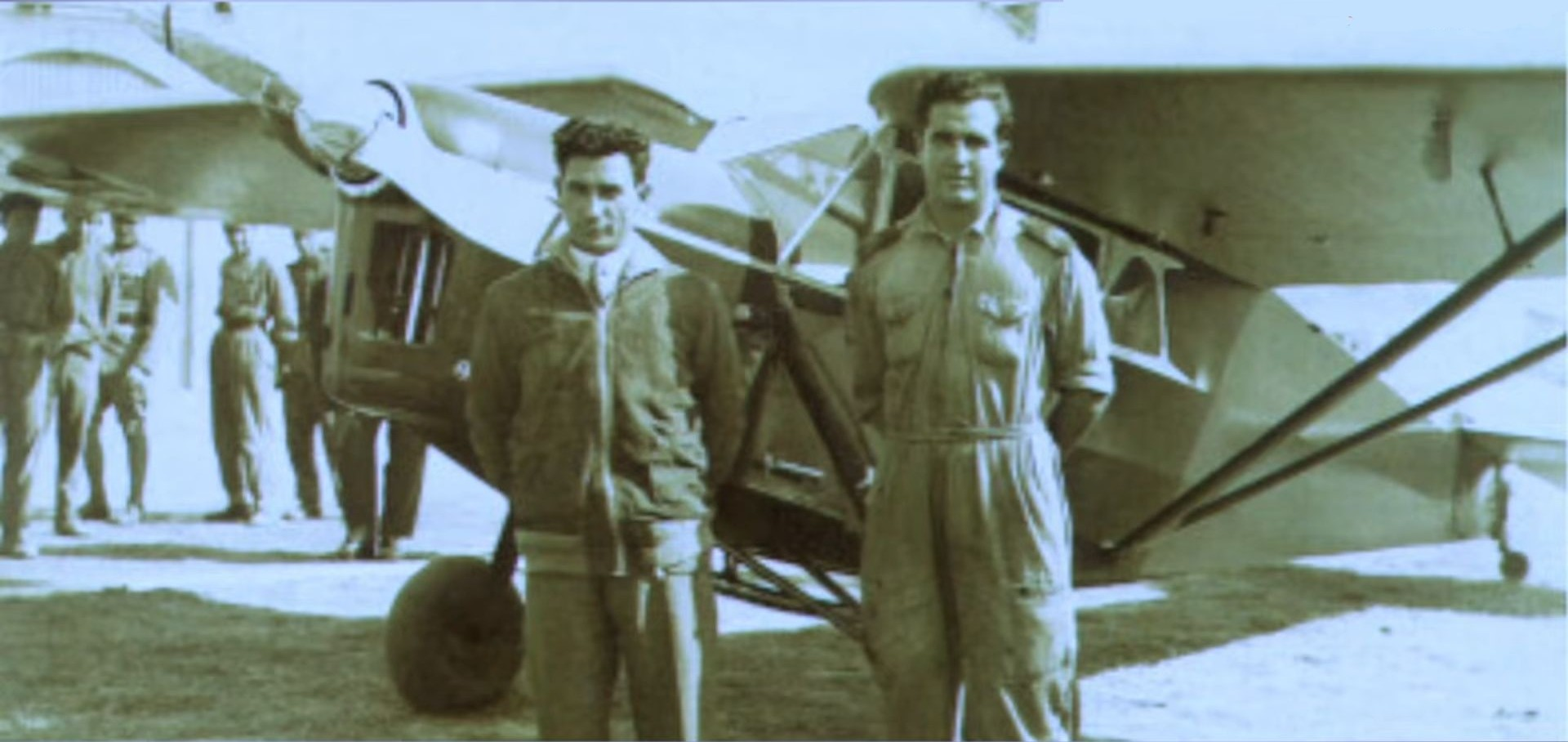
Humberto da Cruz (l.) und António Gonçalves Lobato (1934)

Portugiesisch-Timor war die letzte Kolonie, die noch kein portugiesisches Flugzeug angeflogen hatte. Nur britische, französische, niederländische und japanische Maschinen waren bis hierher vorgedrungen. Am 25. Oktober 1934 starteten der Pilot Humberto da Cruz und der Mechaniker António Gonçalves Lobato von Lissabon aus nach Timor mit Zwischenstopps in Nordafrika und Südasien.  Am 7. November landeten die Portugiesen mit ihrer De Havilland DH.85 Leopard Moth in der Kolonialhauptstadt Dili. Hier tauften sie ihr Flugzeug nach der Stadt „Dilly“.  Der Flughafen von Dili, der Anfang der 1930er-Jahre entstand, wurde zu Ehren von Cruz nach ihm Aeródromo Humberto da Cruz benannt. Nach einem Umweg über Macau flog die Maschine über Portugiesisch-Indien zurück nach Lissabon, das sie am 21. Dezember erreichte. Die „Dilly“ wurde später an die Kolonialregierung von Portugiesisch-Guinea abgegeben und erhielt das zivile Kennzeichen CR-GAA. Sie war damit die erste Zivilmaschine eines portugiesischen Überseegebietes. Bei einem Unfall auf dem Flugplatz von Bolama brannte die Maschine schließlich aus.
Im Mai 1939 wurde die Flugroute London–Darwin eröffnet. Die Zwischenlandung erfolgte auf dem neuen Flughafen Baucau in Portugiesisch-Timor. Im Gegensatz zu Kupang verfügte Baucau über eine Landepiste, die den damaligen internationalen Normen entsprach. Die Transportes Aéreos de Timor (TAT), die Fluggesellschaft der Kolonie wurde im Juli 1939 gegründet, sechs Jahre vor der Transportes Aéreos Portugueses, der nationalen Fluggesellschaft des Mutterlands.

### Der Zweite Weltkrieg

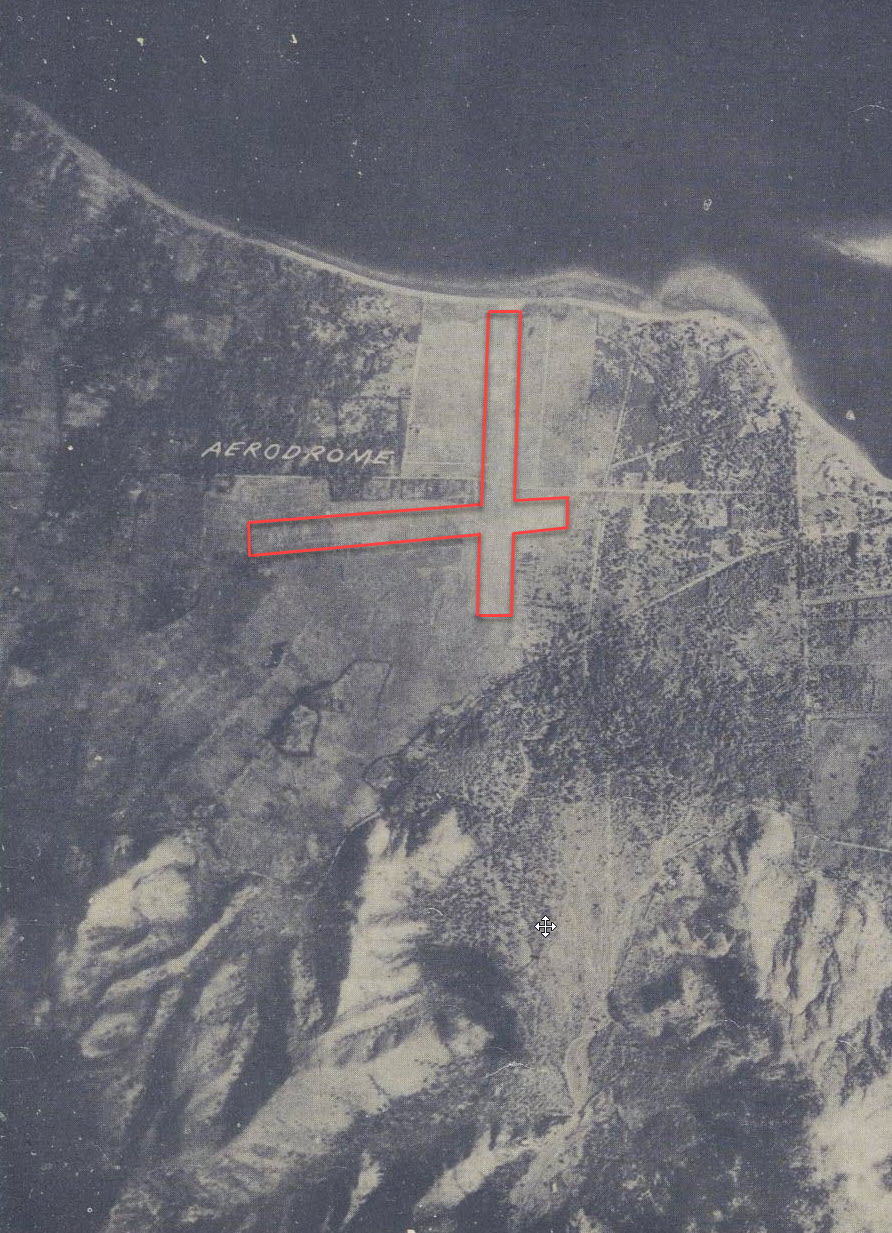
Luftbild des alten Flughafens von Dili (1942)

Am 26. und 30. Januar kam es zu ersten Angriffen durch japanische Flugzeuge auf Penfui, wo der Flughafen von Kupang liegt. Dagegen setzten die Alliierten auch elf Curtiss P-40 der 33rd Pursuit Squadron der United States Army Air Forces von Darwin aus gegen die Angreifer ein.
Am 17. Dezember 1941 stationierten die Alliierten entgegen der Neutralität und dem Willen des Gouverneurs Portugals in Portugiesisch-Timor Truppen, um einer japanischen Besetzung zuvorzukommen. Wegbereiter war auch David Ross, der seit dem Dezember 1940 in Dili war. Er sollte den Start einer Flugbootroute der Qantas über Dili vorbereiten und arbeitete gleichzeitig als Agent, der die japanischen Aktivitäten in der portugiesischen Kolonie ausspähte. Später wurde Ross offiziell australischer Repräsentant für den zivilen Luftverkehr in Dili und im Oktober zum ersten britisch-australischen Honorarkonsul in der Kolonie.
Aufgrund der alliierten Besetzung erfolgte der japanische Angriff in der Nacht vom 19. zum 20. Februar 1942 auf beide Teile der Insel. In Penfui führten Japaner die erste Luftlandung in der Geschichte Timors durch. In Bedrängnis zerstörten die Alliierten die Landebahn. Bis 1945 blieb Timor Kriegsschauplatz. Mit Hilfe von timoresischen Zwangsarbeitern bauten die Japaner mehrere Flugfelder, die heute teilweise noch im Gebrauch sind. Sie dienten auch Luftangriffen auf Australien.
Die Japaner begannen im August 1942 systematisch portugiesische Posten zu bombardieren, um die Verwaltung zerstören. Auch Australien geriet in die Reichweite japanischer Luftangriffe von Timor aus. Besonders schwerwiegend war die Versenkung der HMAS Armidale durch 13 japanische Flugzeuge in der Timorsee. Ab Ende 1942 bombardierten zwei bis drei alliierte Flugzeuge Dili einmal pro Woche, ab November sogar täglich, was auch zivile Opfer forderte. Hauptziele waren das japanische Konsulat (November 1942), die Radiostation (März 1943), ein portugiesisches Schiff und das Krankenhaus (Februar 1944). Die Bevölkerung hatte bereits im Juni 1942 die Stadt verlassen. 1944 wurde Lautém von der australischen Luftwaffe bombardiert. Weitere Ziele waren Aileu, Lahane, Bobonaro, Hatolia Vila und Kupang.
Am 21. August 1942 stürzte ein Hudson-Bomber der Royal Australian Air Force ab, im äußersten Westen der Aldeia Ranac (Suco Cribas), zwischen der Überlandstraße und dem Fluss Sumasse.

### Zivile Luftfahrt in der Kolonialzeit

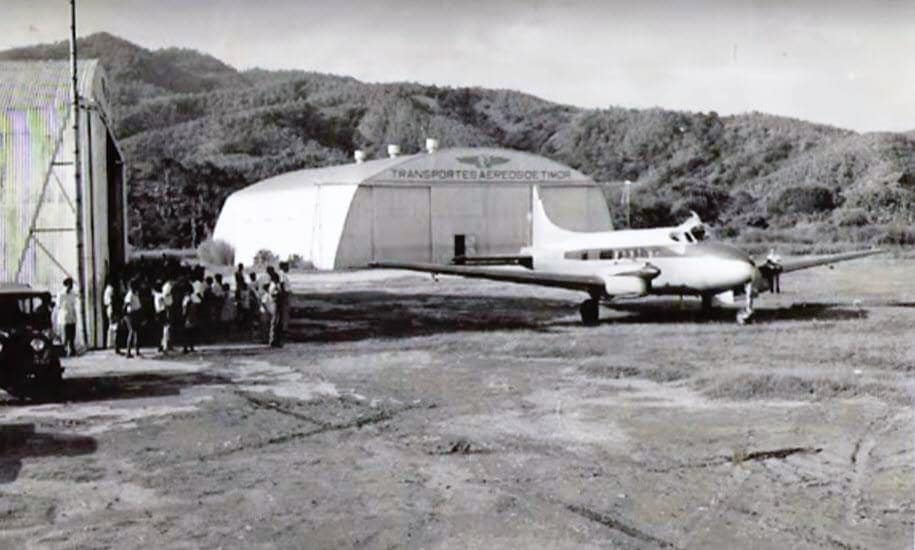
Die Halle der TAT am Flughafen Dili in der Kolonialzeit

Australien wurde sich durch die Bombardierungen Darwins im Zweiten Weltkrieg der für sie wichtigen strategischen Lage Timors bewusst. Am 26. Januar 1946 erreichte mit Charles Eaton der neue australische Konsul Dili. Auf sein Betreiben begannen die Australier mit Catalinas der RAAF am 24. April 1946 einen Fluglinienbetrieb zwischen Dili und Darwin. Allerdings war die Route nie rentabel und wurde es noch weniger, als Portugal einen Flugdienst nach Kupang eröffnete, von wo aus eine niederländische Flugverbindung nach Darwin existierte. 1950 wurde der Betrieb der australischen Verbindung eingestellt. 1954 nahm die Transportes Aéreos de Timor (TAT), die erste Fluggesellschaft der Kolonie, ihren Betrieb wieder auf und verband verschiedene Punkte in der Kolonie und den benachbarten Regionen. 1960 stürzte eine Maschine der TAT auf dem Flug von Darwin nach Baucau ab. Alle neun Insassen des zweimotorigen Flugzeugs kamen ums Leben. In den 1960er-Jahren nahm auch die Trans Australia Airlines (TAA) eine Verbindung von Darwin nach Baucau wieder auf, was zu einem kleinen Touristen-Boom in Portugiesisch-Timors zweitgrößter Stadt führte.
Nach der Nelkenrevolution in Portugal 1974 wurden die Kolonien auf die Unabhängigkeit vorbereitet, doch durch Einflüsse des indonesischen Militärs brach 1975 ein Bürgerkrieg in Osttimor aus, den die FRETILIN für sich entscheiden konnte. In Baucau, einer Hochburg der unterlegenen União Democrática Timorense (UDT) kaperten am 4. September Bewaffnete ein australisches Militärflugzeug aus Angst vor Vergeltungsmaßnahmen der FRETILIN und zwangen die Piloten insgesamt 44 Flüchtlinge nach Australien zu bringen.
Ebenfalls nach Australien floh eine Gruppe Timoresen an Bord einer DH.104 der TAT. Mit Hilfe des australischen Piloten hatten sie zuvor im Bürgerkrieg vom Flugzeug aus Handgranaten auf Stellungen der Gegner abgeworfen. Die Manatuto steht heute im Aviation Heritage Museum in Darwin.

### Indonesische Invasion und Besatzung

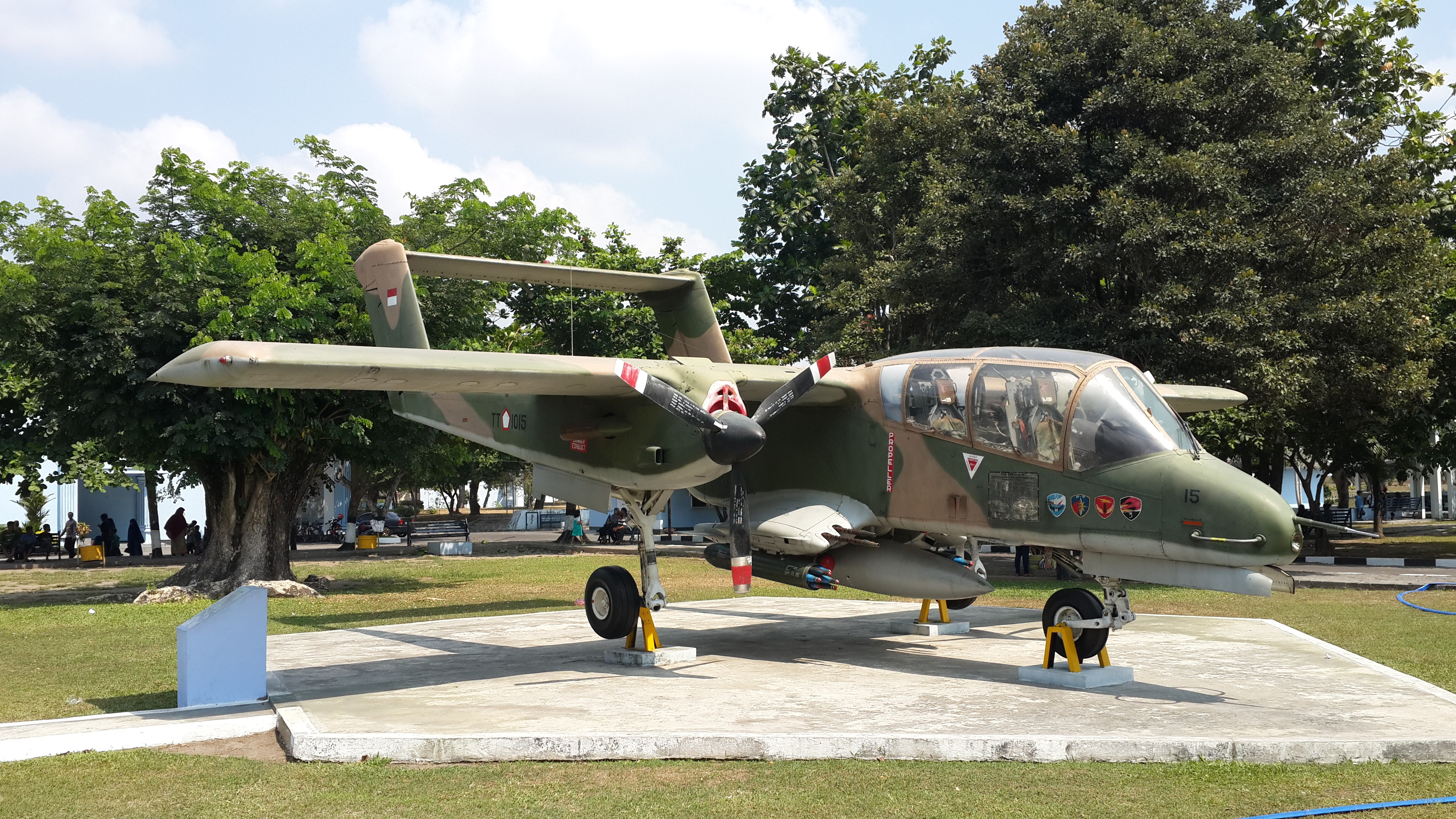
OV-10 Bronco der indonesischen Luftwaffe

Nur neun Tage nach der Ausrufung der Unabhängigkeit von Osttimor 1975 durch die FRETILIN, griff Indonesien mit Beginn der Operation Seroja die Hauptstadt Dili an. Die Luftlandeoperation mit neun C-130B Hercules geriet zum Fiasko, das die meisten Verluste auf der indonesischen Seite verursachte. Fallschirmjäger landeten aufgrund schlechter Aufklärung inmitten starker gegnerischer Verbände oder gar hinter den feindlichen Linien. Eine Maschine setzte ihre Fallschirmjäger über dem Meer ab, wo sie ertranken. Vier Maschinen wurden beschädigt und konnten in der zweiten Welle nicht mehr eingesetzt werden. Die zweite Welle führte zu so großer Verwirrung unter den Angreifern, dass sie sich gegenseitig bekämpften. Von zwei Hercules-Maschinen, die mit 38 Soldaten der Spezialeinheiten an Dilis Flughafen in Comoro landen wollten, konnte eine abgewehrt werden. Spätere Luftlandeaktionen am Flughafen Baucau und den Flugfeldern von Fuiloro bei Lospalos, Suai, Same und Viqueque waren besser organisiert und verliefen mit weniger Schwierigkeiten. Douglas A-26 Invader und AC-47 Gunship sorgten für Luftunterstützung.
Im Jahr 1977 erhielten die indonesischen Bodentruppen entscheidende Unterstützung durch eine T-33 Bird und eine OV-10 Bronco der Luftwaffe, die am Flughafen Baucau stationiert wurden. Neben massiven Bombardements kam auch Napalm zum Einsatz, beziehungsweise von der sowjetischen Variante Opalm. Gezielt wurde auch die Nahrungsmittelproduktion der Zivilbevölkerung in Angriff genommen. Felder wurden bombardiert und von Flugzeugen aus auf Zivilisten, Rinder und Schulen geschossen. Folge der Aktionen war auch eine große Zahl an toten Zivilisten, teils durch Kampfeinwirkungen, teils durch Hungersnöte und Krankheiten nach der Vernichtung der Lebensgrundlagen. Vor allem Kinder und alte Menschen starben in großer Zahl. Ende 1978 fielen die letzten großen Widerstandsbasen. Der Krieg ging aber weiter.
Angesichts der großen Zahl ziviler Opfer regte sich im Vereinigten Königreich Widerstand, als die British Aerospace 1994 die Lieferung von weiteren 24 BAE Hawks an Indonesien vereinbarte. Am 29. Januar 1996 drangen drei Frauen in das Werk der British Aerospace ein und zerstörten mit Hämmern ein für Indonesien bestimmtes Flugzeug. Vor Gericht wurden die Frauen freigesprochen und damit faktisch der britische Waffenhandel mit Indonesien als am Völkermord in Osttimor mitverantwortlich gemacht.

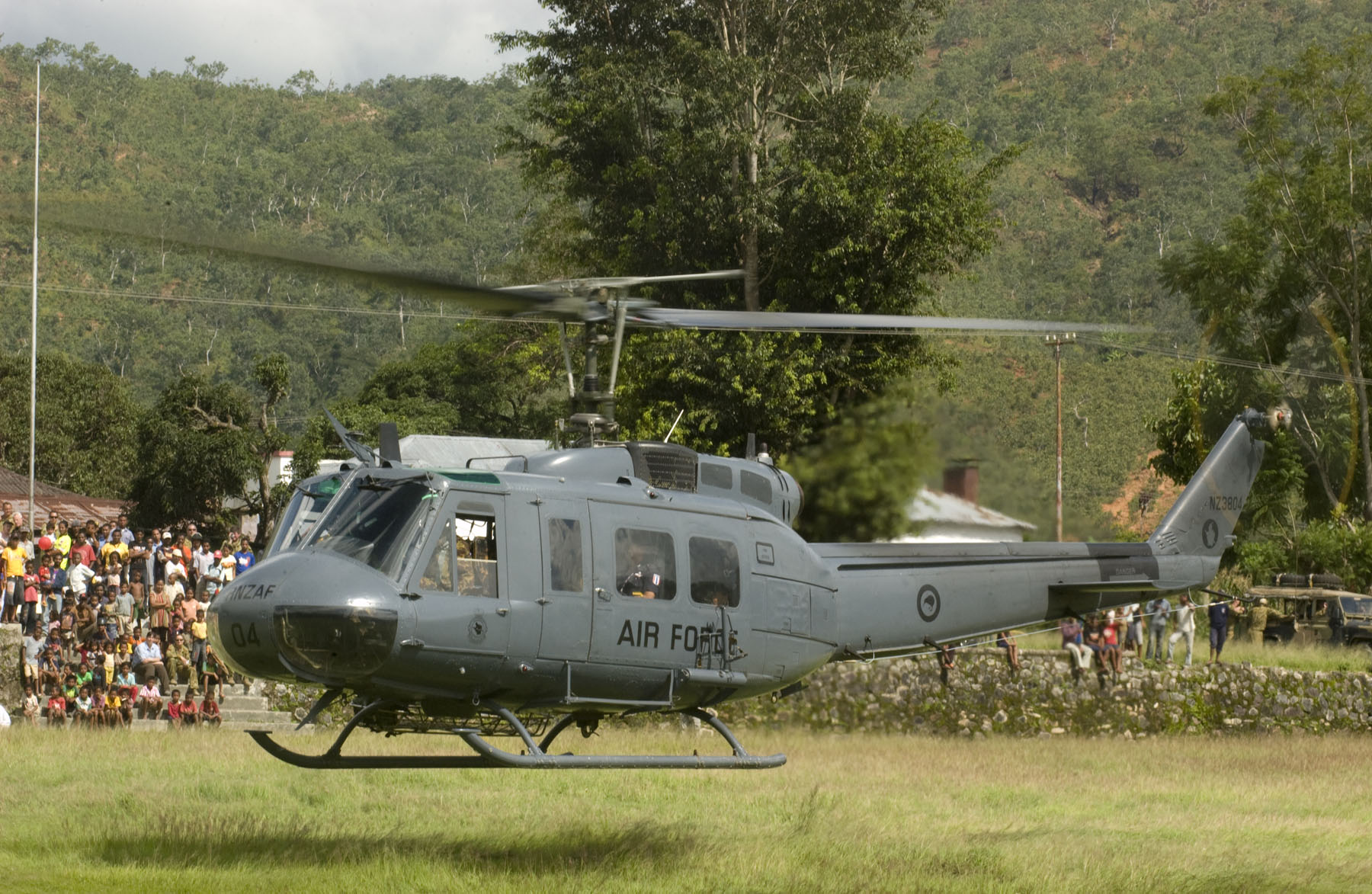
Neuseeländischer Hubschrauber im UN-Einsatz in Aileu (2008)

Am 20. September 1999 endete die indonesische Besetzung mit der Landung von australischen Truppen der INTERFET auf dem Flughafen Dili. Die deutsche Luftwaffe beteiligte sich an dem Einsatz mit zwei Transportmaschinen vom Typ C-160 Transall mit MEDEVAC-Ausrüstung des Lufttransportgeschwaders 63 aus Hohn und des Lufttransportgeschwaders 62 aus Wunstorf. Aufgrund der Topographie Osttimors und der schlechten Infrastruktur waren in den folgenden Jahren der Übergangsverwaltung der Vereinten Nationen für Osttimor Hubschrauber wiederholt im Einsatz, um bei den Wahlen für das zukünftig unabhängige Osttimor Wahlurnen in die Auszählungszentren zu fliegen. Dies geschah auch noch bei den ersten Wahlen nach der Unabhängigkeit 2002.

## Flughäfen

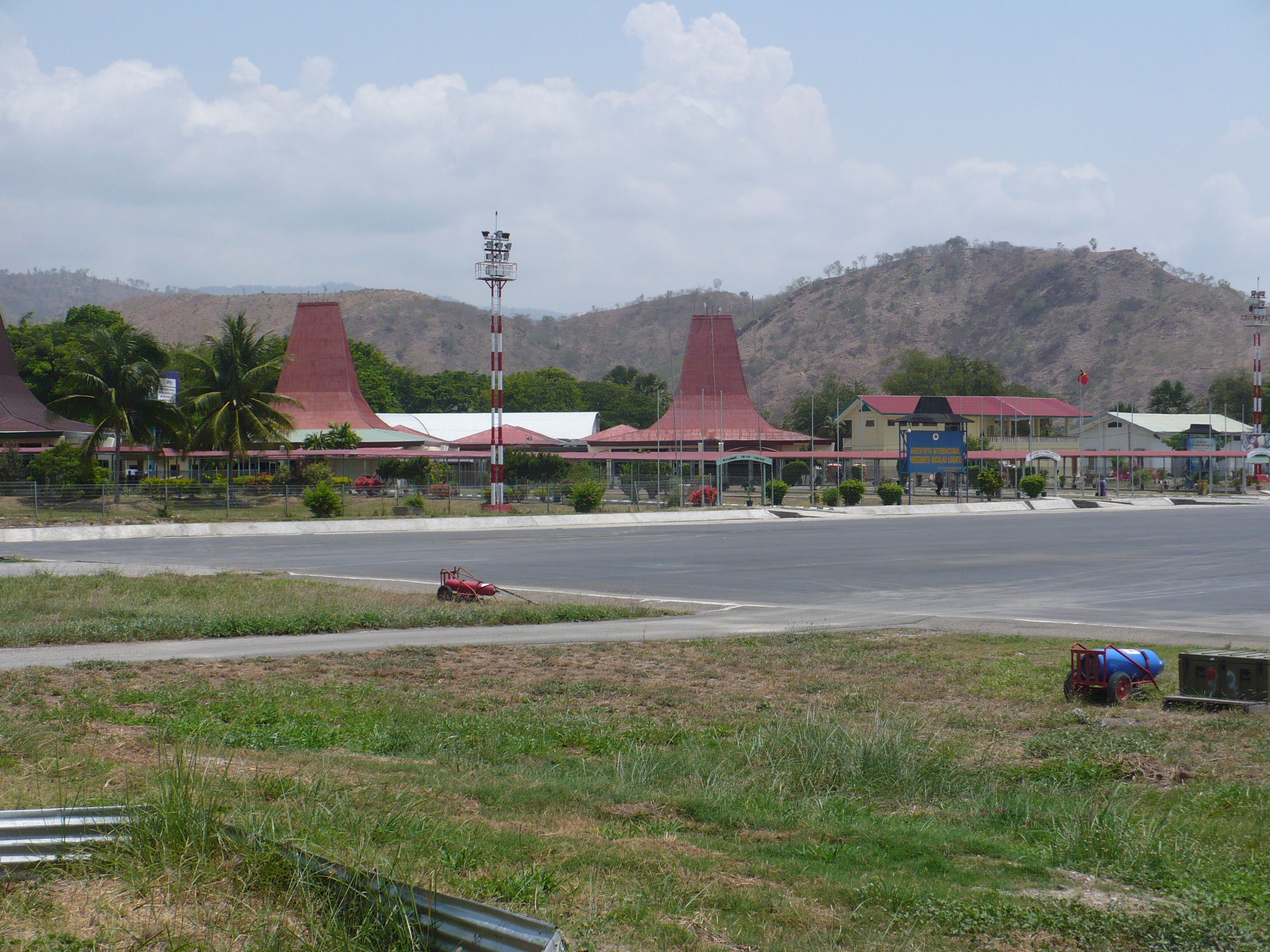
Der Terminal des Flughafens von Dili

Vier Flughäfen Osttimors sind für moderne Düsenflugzeuge ausgebaut. Der wichtigste ist der Flughafen Presidente Nicolau Lobato der Landeshauptstadt Dili, der als einziger regelmäßig Verbindungen mit dem Ausland hat. Während der COVID-19-Pandemie gab es allerdings keine festen Flugplan. Angeboten werden momentan (Stand: Februar 2023) internationale Direktflüge nach Darwin, Denpasar und Singapur. Der Flughafen Baucau hat als einziger eine Landebahn, die für Flugzeuge ausreicht, die größer als eine  Boeing 767 sind. Hier landen aber fast nur Fracht- und Versorgungsflüge. Derzeit unterstützen die USA Osttimor bei der Modernisierung des Flughafens. Japan hilft beim Ausbau des Flughafens von Dili.
Der Aeroporto Internacional de Oe-Cusse Rota do Sândalo der Exklave Oe-Cusse Ambeno wurde 2014 eröffnet und verfügt als erster osttimoresischer Flughafen über zwei Fluggastbrücken. Im Jahr 2017 wurde der Aeroporto Comandante – em Chefe Estado das FALINTIL Kay Rala Xanana Gusmão von Suai eingeweiht. Beide Flughäfen waren als Vorbereitung von großen Infrastrukturprojekten geplant, die bis heute nicht umgesetzt sind. Abgesehen von einer DHC-6-400 Twin Otter, die zwischen Oe-Cusse und Dili pendelt, gibt es auf beiden Flughäfen keinen regelmäßigen Betrieb.
Daneben gibt es mehrere Flugfelder in den verschiedenen Landesteilen, die vor allem für medizinische Notflüge der Mission Aviation Fellowship Timor-Leste verwendet werden. Zumindest zeitweise bot Aero Dili nationale Flüge mit Ein-Propeller-Maschinen an.
Auf dem Gelände des ehemaligen Hubschrauberlandeplatzes in Dili steht heute der Präsidentenpalast Osttimors.

## Fluggesellschaften und Flugziele

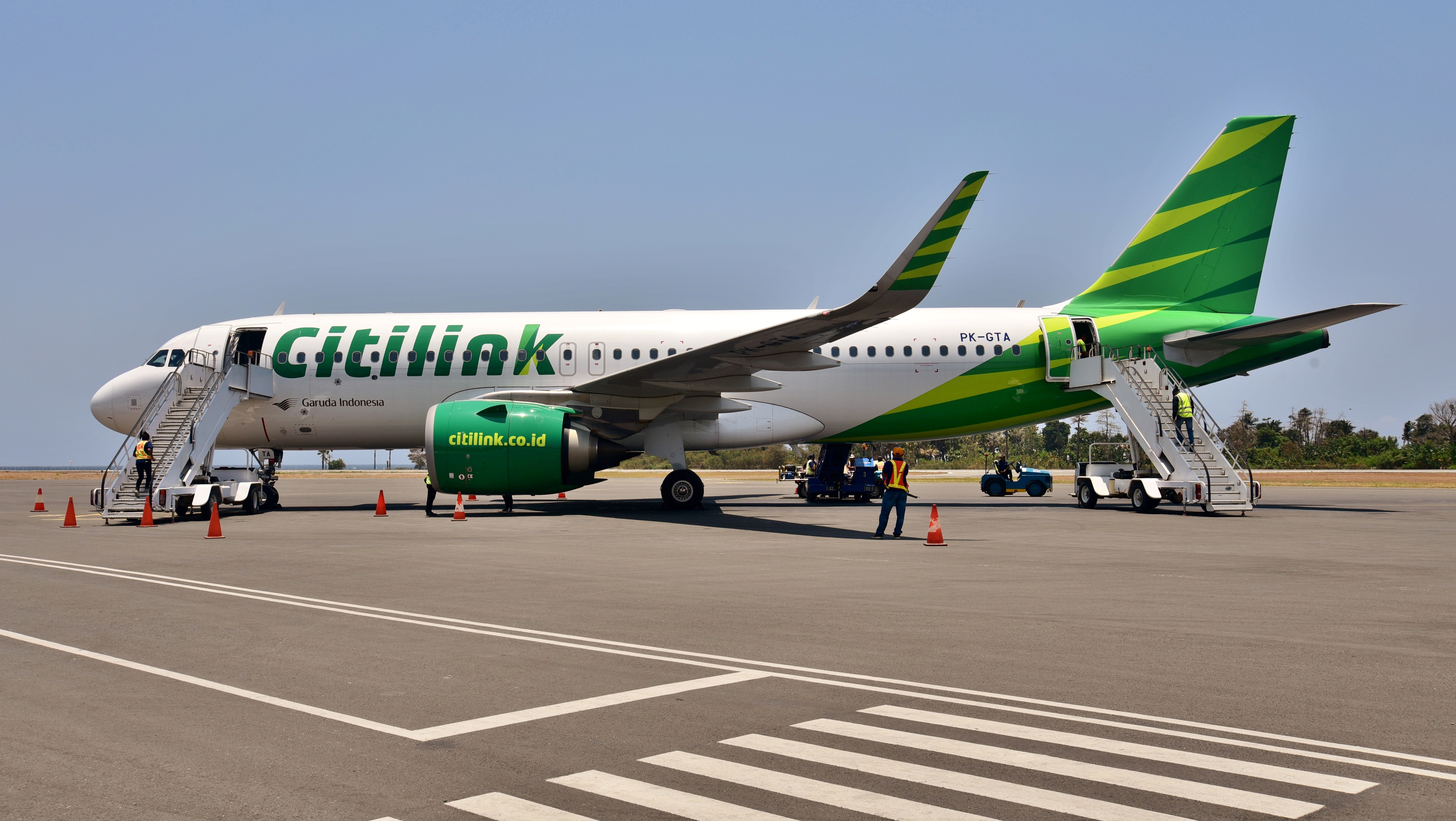
Maschine der Citilink in Dili

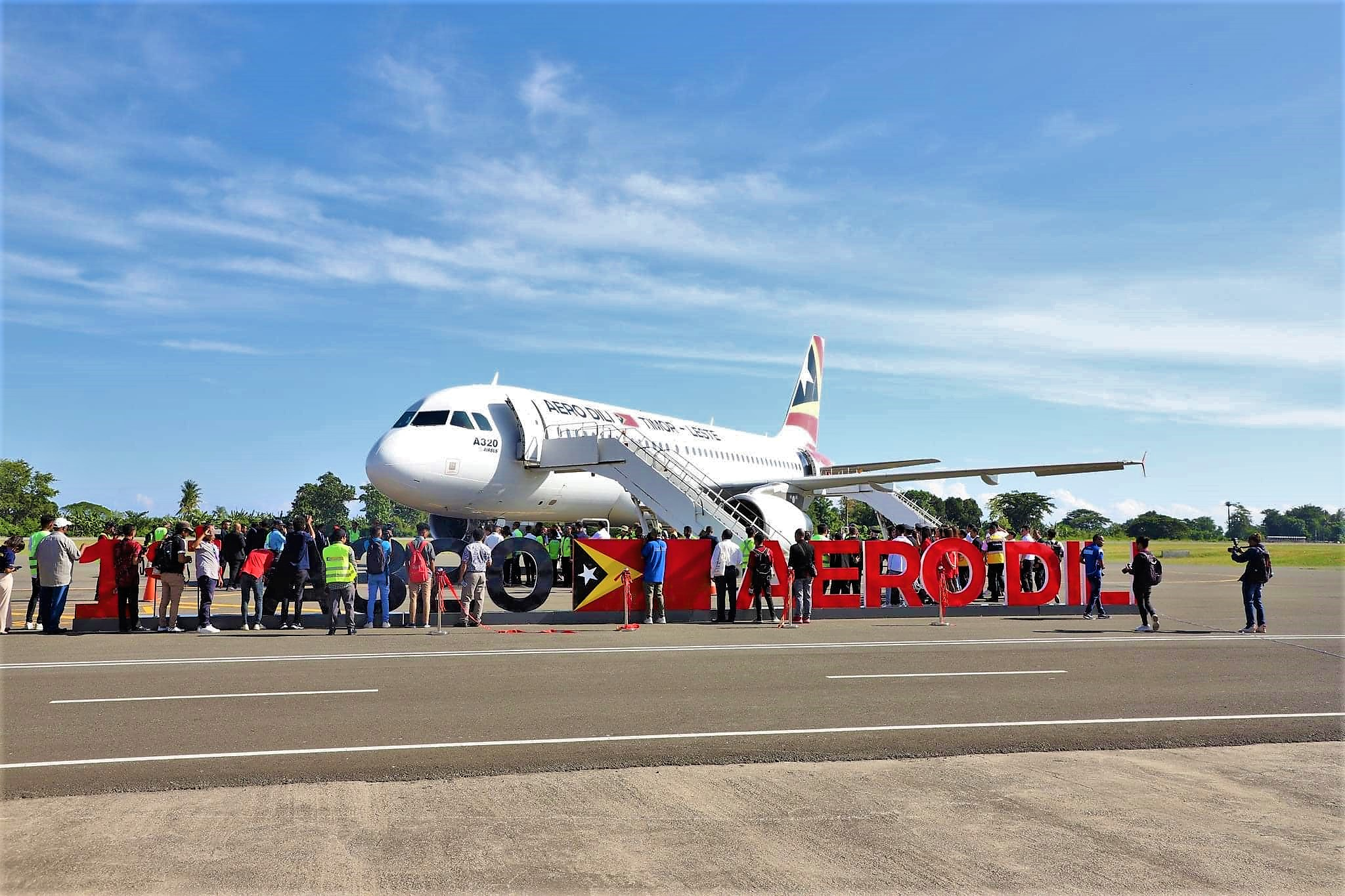
Begrüßung des ersten Airbus von Aero Dili (2023)

Die Transportes Aéreos de Timor war die Fluggesellschaft der portugiesischen Kolonie und operierte von 1939 bis 1975. Neben nationalen Zielen flog sie auch Kupang und Darwin an.
Aero Dili begann ihren Betrieb 2018 mit einmotorigen Propeller-Maschinen, mit denen Inlandsflüge angeboten wurden. Im Jahr 2019 kam es zu einer Bruchlandung, danach ruhte der Verkehr längere Zeit. Inzwischen bietet Aero Dili monatlich Auslandsflüge nach Jakarta und Surabaya an, die von Indonesia AirAsia ausgeführt werden. Seit 2022 gibt es wieder Inlandsflüge von Dili nach Suai und Oe-Cusse. Am 20. März 2023 stellte Aero Dili 2023 den ersten Passagierjet in Dienst, das in Osttimor registriert ist. Der Airbus A320 trägt das Kennzeichen 4W-AAL. Seit 2024 fliegt der Airbus die Strecke Dili – Singapur. Mit einem A319-100 mit dem Kennzeichen 4W-AAO verstärkte Aero Dili seine Flotte 2025.
Die Air Timor (bis 2010 Austasia Airlines) bot Flüge mit Flugzeugen anderer Gesellschaften an. So mit AirAsia nach Kuala Lumpur und Druk Air nach Singapur, früher auch nach Bali. 2023 stellte Air Timor den Betrieb ein.
Die Timor Air flog ab Juli 2011 von Dili nach Darwin, musste aber nach weniger als einem Jahr den Betrieb wieder einstellen.
Die FlyTimor International, Unipessoal LDa ist ein osttimoresisches Unternehmen, das Charterflüge für Passagiere und Fracht mit Malindo Air organisiert. Ziel ist auch hier, eine eigene Fluggesellschaft zu werden. Derzeit bietet man Flüge auf der Strecke Dili – Kuala Lumpur an und einzelne Flüge nach Lissabon.
Die Regionalregierung der Zona Espesial Ekonomiko Sosial no Merkadu (ZEESM) von Oe-Cusse Ambeno betrieb von 2017 bis 2024 mit einer DHC-6 400 eine Verbindung zwischen der Exklave im Westen der Insel und Dili.
Die Mission Aviation Fellowship Timor-Leste betreibt seit 2007 mit zwei Flugzeugen Krankenlufttransporte, um Verunfallte und Schwerkranke zur besseren medizinischen Versorgung aus den verschiedenen Landesteilen nach Dili zu bringen.
Die australischen Gesellschaften Airnorth und Qantas bieten einmal wöchentlich die Route von Dili nach Darwin an. Diverse indonesische Fluggesellschaften flogen auf der Route von Dili nach Denpasar (Bali). Seit der COVID-19-Pandemie sind diese regelmäßigen Verbindungen weggefallen.

## Militärische Luftfahrt

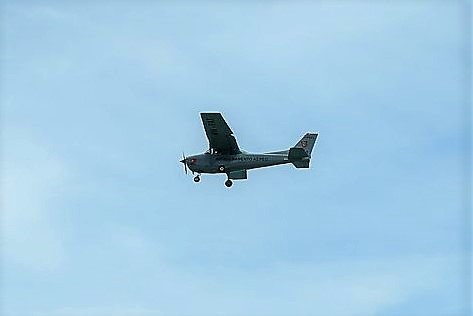
Cessna 172 der F-FDTL

2012 erhielten Captain Fredelino Ole und Captain Pedro Ximenes Belo als erste osttimoresische Offiziere den Hubschrauberpilotenschein. Entsprechendes Fluggerät wurde aber nicht angeschafft. Seit 2018 verfügt die F-FDTL über eine Cessna 172P. Das Luftfahrzeugkennzeichen lautet 4W-FAT. Die Maschine, die von der Inlandsfluggesellschaft Aero Dili übernommen wurde, überwacht das Seegebiet, um illegale Fischerei zu bekämpfen. 2022 stellten die USA Osttimor eine Cessna 206 als zweites Flugzeug für die Komponente Aérea Leijeira zur Verfügung.

## Unfälle
- Am 26. Januar 1960 stürzte eine De Havilland DH.114 Heron 2D (Luftfahrzeugkennzeichen CR-TAI)[37] auf dem Flug von Darwin nach Baucau 37 Minuten nach dem Start nordwestlich von Bathurst Island in die Timorsee. Alle 9 Insassen, 2 Besatzungsmitglieder und 7 Passagiere kamen ums Leben. Man vermutet, dass der Pilot Schwierigkeiten mit der schlechten Sicht hatte, wofür er nicht ausgebildet worden war.[38]

- Am 31. Januar 2003 zerschellte eine Iljuschin Il-76TD auf dem Flughafen Baucau. Dabei kamen zwei Passagiere und vier Besatzungsmitglieder ums Leben. Man geht von einem Pilotenfehler aus.[39] → Hauptartikel: Flugunfall in Osttimor 2003

- Am 20. Februar 2019 kam es zu einer Bruchlandung der Cessna 172 4W-AAA auf dem Flug von Suai nach Dili. Westlich der Landeshauptstadt kam es zu technischen Problemen. Der Pilot versuchte eine Notlandung. Dabei streifte die Maschine eine Stromleitung und schlug neben einer Straße bei Ai Pelo auf. Der Pilot und der einzige Passagier blieben unverletzt. Das Flugzeug wurde irreparabel beschädigt.[40][41]